# Wolf Kalz
Wolf Kalz (* 10. Februar 1933 in Halberstadt; † 25. Dezember 2018 in Riedlingen) war ein deutscher Autor, Historiker und Künstler.

## Leben
1945 floh die Familie vor den Kriegsereignissen nach Vilseck in der Oberpfalz. Dort arbeitete er in der kunstgewerblichen Werkstätte der Eltern vor allem mit Holz. Er machte nach dem Abitur 1954 in Eßlingen am Neckar zunächst eine Lehre zum Industriekaufmann bei der Firma IBM. 1956–1962 studierte er Philosophie, Volkswirtschaft, Germanistik, Geschichte und Politologie. 1962–1964 machte er sein Referendariat für das Lehramt und promovierte 1967 in Gießen. Von 1967 bis 1970 war er Lehrer an der Deutschen Schule in Santiago de Chile. Dort beschäftigte er sich im Kunsthandwerk auch mit Schmuck und Gestein. 1970 kehrte er nach Deutschland zurück und war bis 1995 Lehrer für Deutsch und Geschichte am Kreisgymnasium in Riedlingen an der Donau.
Er schrieb Aufsätze zu Lateinamerika für Zeitschriften wie „Außenpolitik“ und „Blätter für deutsche und internationale Politik“, später auch für „Criticón“, „Zeitbühne“, „Staatsbriefe“ und „Deutschland in Geschichte und Gegenwart“. Er verfasste mehrere Bücher. Unter anderem befasste er sich mit Gustav Landauer und Ernst Jünger.
Seit 1990 beschäftigte er sich mit Bronze- und Silberguss. Die handwerklichen Grundlagen lernte er bei Gerold Jäggle in Ertingen. An der Internationalen Akademie für bildende Kunst in Trier belegte er Studien in Aktzeichnen und Skulptur. Seine erste Kunstausstellung hatte er 1991. Seine Werke waren bis 2017 als Dauerausstellung im Rathaus Riedlingen zu sehen.
Er war ein Mitbegründer des Kunstvereins Kunstkreis Riedlingen.

## Kalz-Stiftung
Am 27. April 2011 erkannte das Regierungspräsidium die „Dr. Wolf Kalz Stiftung“ an. Kalz und die Stadt Riedlingen hatten laute Schwäbische Zeitung die Gründung dieser Stiftung gemeinsam vorangetrieben. Kalz hatte die Stiftung eingerichtet mit einem Stiftungsvermögen in Höhe von 25000 Euro ausgestattet. Er überließ der Stiftung seine Werkbiographie, Arbeitsskizzen, 40 Gedankentagebücher und eine Sammlung von Briefen, die 30 Jahre unter Verschluss bleiben müssen, außerdem Kunstwerke,  Skulpturen aus Holz und Bronze und Bilder. Wegen Kritik an seinem schriftlichen Werk kündigte er die Zusammenarbeit mit der Stadt bei der Stiftung auf, bevor der Gemeinderat darüber entschied.

## Kontroverse
Blix-Herausgeber Roland Reck warf Kalz am 15. November und am 13. Dezember 2017 in Artikeln in Kontext: Wochenzeitung vor, offen rechtsradikales Gedankengut zu pflegen.

## Veröffentlichungen (Auswahl)
- Gustav Landauer, Anarchist und Kultursozialist, 1967.
- Die politische Elite und der Staat, Lindenblatt Media Verlag 2004. ISBN 978-3-937807-06-5
- Die Ideologie des deutschen Sonderwegs. Exkurse zur Zeithistorie, Lindenblatt Media Verlag 2004. ISBN 978-3-937807-05-8
- Ein deutsches Requiem, 2006. ISBN 978-3-937807-09-6
- Studie und Gestalt. Eine Werkbiographie, 2006.
- Die Gesichter der Kassandra. Ein zeithistorisches Vademekum- Federsee-Verlag, 2008. ISBN 978-3-925171-74-1
- Gustav Landauer. Ein deutscher Anarchist, Federsee-Verlag, zweite mit neuem Vorwort versehene überarbeitete und verbesserte Auflage 2009. ISBN 978-3-925171-84-0
- Das entfesselte Gute. Inneneinsichten eines Außenseiters. 2012. ISBN 978-3-925171-95-6
- Jüngeriana. Begegnungen mit Ernst Jüngers Werk. Arnshaugk Verlag 2013. ISBN 978-3-944064-15-4
- Zu Kunst und Künstlerschaft, 2015.